# Eating Dirt
Eating Dirt ist das biografisch geprägte Sachbuchdebüt der in England geborenen kanadische Schriftstellerin Charlotte Gill, das 2011 bei Greystone Books/Douglas & McIntyre veröffentlicht wurde.
Es beschreibt auf langjährigen persönlichen Arbeitserfahrungen der Autorin beruhend den Alltag der kanadischen Baumpflanzer bei den großangelegten Aufforstungsarbeiten im Dienste der kanadischen Forstwirtschaft. Das Buch wurde überaus positiv in der überregionalen Presse besprochen, für diverse Literaturpreise nominiert und erhielt schließlich 2012 den British Columbia’s National Award for Canadian Non-Fiction und den Hubert Evans Non-Fiction Prize.

## Inhalt
In Eating Dirt wandte sich Charlotte Gill jenem Arbeitsleben zu, dass fast zwei Dekaden lang ihren Alltag bestimmt hatte: dem Wiederaufforsten des westkanadischen Zedernbestandes im nordamerikanischen Regenwald. Als Studentin von 19 Jahren hatte sie sich dieser Arbeit zugewandt, verlockt weniger von der Aussicht auf die gute Bezahlung (250 bis 500 $ pro Tag), mehr von der Aussicht auf eine naturverbundene Isolation, um zu sich selbst zu finden, aber auch ohne jede Vorbereitung auf diese körperlich anstrengende Arbeit. Diese Hinwendung zum Thema wäre nur zwangsläufig gewesen, nicht nur drei ihrer besten Freunde, sondern auch ihr Ehemann wären ehemalige Baumpflanzer: „All of my best friends were tree planters, my husband was a tree planter (…). There’s just something really incredible that happens in the backwoods when you get away from technology. It’s like going back 100 years.“ In diesem Buch beschrieb sie sowohl den entbehrungsreichen Alltag in den entlegenen Gebieten British Columbias, die persönlichen Beziehungen zwischen den einzelnen Akteuren in Anekdoten als auch in eingehenden Naturbeschreibungen die Magie des westkanadischen Urwaldes, die Biologie der Bäume und die Geschichte der Westküstenwälder. Dabei empfand Gill selbst die Arbeit als Selbstfindungsprozess.
Von der Jury wurde dabei vor allen Dingen der Stil ihrer verwendeten Prosa in Eating Dirt gelobt: „an insider’s perspective on the gruelling, remote and largely ignored world of that uniquely modern-day ‘tribe,’ the tree planter.” [Her description] (…) brings it vividly to life in all its mystic grandeur with striking details and evocative analogies, using intelligence, verve and humour to illuminate the dangers that live within, and threaten from without.“
Der Preis von 40.000 kanadischen Dollar wurde Charlotte Gill am 15. Februar 2012 durch Premierministerin Christy Clark und Keith Marschall, Vorstand der British Columbia Achievement Foundation offiziell zugesprochen. Eating Dirt wurde außerdem für den mit 25.000 Dollar dotierten Charles Taylor Prize for Literary Non-Fiction und dem Hilary Weston Writers’ Trust Prize for Non-fiction sowie den Hubert Evans Non-Fiction Prize nominiert. Letzteren Preis erhielt sie dann auch im Mai 2012. Vor der Preisverleihung meinte Gill amüsiert, dass dieser Montag im Normalfall der so empfundene „Neujahrstag“ der Baumpflanzer („tree planter new year“) sei, an dem sie am ersten Tag der Saison ihre neuen Mannschaften einweisen würden.
Die naturverbundene Tätigkeit in den Regenwäldern, die sie 2008 aufgrund fortwährender Kniebeschwerden aufgegeben hat, vermisse sie trotz der Entbehrungen jeden Tag. Die Arbeit selbst sah sie im Sinne des Naturschutzes als Teil einer widersprüchlichen Maschinerie an: „There aren’t many planters who don’t feel what they are doing is a giant contradiction. We’re paid indirectly by the logging companies that harvest the trees. Like loggers, we are all part of the machine.“

## Ausgabe
- Eating Dirt. Deep forests, big timber and life with the tree-planting tribe. (David Suzuki Foundation) Greystone Books / Douglas & McIntyre, Vancouver 2011, ISBN 978-1-55365-977-8.

## Rezension
Zu Eating Dirt. Deep forests, big timber and life with the tree-planting tribe äußerte sich Cherie Thiessen im kanadischen Literaturmagazin Quill & Quire enthusiastisch: „Gill combines details about her fellow tribe members with her own observations of the land and the job they’re tasked with, and blends descriptions of tree planters’ daily routines with anecdotes about unusual creatures and situations they encounter during their travails. In the hands of this wordsmith, the mundane becomes magical. (…) With Eating Dirt, Gill has produced a winner. Not all of the million seedlings she planted during her two decades in the wild will have thrived, but this book will.“ – „Gill kombiniert Details über ihre begleitenden Stammesmitglieder mit ihren Beobachtungen der Landschaft und mit dem Job, mit dem sie beschäftigt sind, dabei überblendet sie die Beschreibungen der täglichen Routine der Baumpflanzer mit Anekdoten über ungewöhnliche Kreaturen und Situationen mit denen sie während ihrer Arbeitsexpeditionen konfrontiert werden. In den Händen dieser Wordschmiedin wird deren Alltag magisch. (…) Mit Eating Dirt hat Gill einen Gewinner produziert. Nicht jeder der Millionen von Setzlingen, den sie während der letzten beiden Dekaden gepflanzt hat, wird seine Wurzeln ausgetrieben haben, aber dieses Buch wird es schaffen.“
Kimberley Veness von der University of Victoria empfand das Buch in ihrer Besprechung für The Coastal Spectator als besonderen Einblick in die bisher kaum dokumentierte Forstkultur, bei dem Gill aufgrund ihrer persönlichen Erfahrungen ein einzigartiges Stück kreative Non-fiction geschaffen habe: „Gill captures silviculture between the pages, and through her own personal experiences truly makes this a unique piece of creative non-fiction. (…) You do not need to be a silviculture laborer to enjoy reading Eating Dirt. The book is appealing in its fresh visual descriptions, and its sneak peek at a largely undocumented subculture“.

## Auszeichnungen und Nominierungen
- 2012: British Columbia’s National Award for Canadian Non-Fiction für Eating Dirt
- 2012: Shortlist Charles Taylor Prize for Literary Non-Fiction für Eating Dirt[12]
- 2012: Shortlist Hilary Weston Writers’ Trust Prize for Non-fiction für Eating Dirt
- 2012: Shortlist Bill Duthie Booksellers’ Choice Award für Eating Dirt
- 2012: Hubert Evans Non-Fiction Prize für Eating Dirt